# شهرستان فاریش
ناحیهٔ فاریش (به ازبکی: Forish District) یک ناحیه در ازبکستان است که در ولایت جیزک واقع شده‌است. ناحیه فاریش ۹٬۶۷۰ کیلومتر مربع مساحت و ۹۳٬۵۰۰ نفر جمعیت دارد.